# Янош Гадік
Янош Келемен Бела Гадік, граф фон Футажі (угор. Futaki gróf Hadik János Kelemen Béla, 23 листопада 1863, Палоці, Австро-Угорщина (нині Павловце-над-Угом, Словаччина) — 10 січня 1933, Будапешт) — угорський політик, прем'єр єр-міністр Угорщини протягом 3 днів, починаючи з 29 жовтня 1918 року, в кінці Першої світової війни.
Праправнук графа Андраша Гадіка фон Футака. Другий син адмірала графа Бели Гадіка фон Футака (1822—1885) і Ілони [1833-1887; спадкоємиця титулу і володінь графів Баркоці (Barkóczy de Szala et Tavarna)]. Серед його братів: граф Ендре Гадік-Баркоці де Футак і Цалай (1862—1931), спікер угорської Палати панів (1917—1918), і австро-угорський посол граф Микша Гадік (1868—1921).
Закінчив Військову академію, був старшим лейтенантом кавалерії. У 1893 році пішов зі служби і 2 жовтня того ж року одружився з графинею Олександрі Зічі (gróf Zichy Alexandrát, 1873—1949), у шлюбі з якою народилося четверо дітей: Амалія Андреа Іоанна Олександра (1894—1967), Маргіт Марія Габріелла Рафаелла Іоанна Олександра Єва (1899—1978), Антал Марія Мартон Макс (1902—1935), Бела Марія Антал Пал (1915—1971).
З 1906 по 1910 роки Янош Гадік був державним секретарем в Міністерстві внутрішніх справ, у складі коаліційного уряду Шандора Векерле. Потім на час віддалився від політики. З серпня 1917 по січень 1918 р. був міністром без портфеля.